# Scotoecus hindei
Scotoecus hindei és una espècie de ratpenat que viu al Camerun, República del Congo, Kenya, Malawi, Moçambic, Nigèria, Somàlia, el Sudan, Tanzània i Zàmbia. Està amenaçada d'extinció per la pèrdua del seu hàbitat natural.
Fou anomenat en honor del metge militar britànic Sidney Langford Hinde.